# Esplanade (Strasbourg)
L’Esplanade – à l'origine « l'Esplanade de la Citadelle » – est un quartier de Strasbourg à vocation universitaire et résidentiel situé à l'est de la Grande Île.
Elle a été initialement construite par Vauban après le rattachement de Strasbourg à la France puis modernisée sous l'Empire allemand pour accueillir les principales casernes de la ville.

## Localisation
Administrativement, l'Esplanade est regroupée avec la Krutenau et le quartier de la Bourse pour former l'ensemble Bourse - Esplanade - Krutenau.
Le quartier est délimité : 
- au nord, par le boulevard de la Victoire, la rue Vauban et celle du Grand Pont, qui forment la limite avec le quartier du Conseil des XV ;
- à l'est et au sud par le canal du Rhône au Rhin (quais des Belges, des Alpes, du général Koenig), qui forment la limite avec le quartier du Neudorf auquel il est relié par le pont du Danube ;
- à l'ouest, par les rues de Lausanne, de l'Hôpital-militaire, Pierre-Montet, du Général-Zimmer et Edmond-Labbé, qui forment la limite avec les quartiers de la Bourse et de la Krutenau.

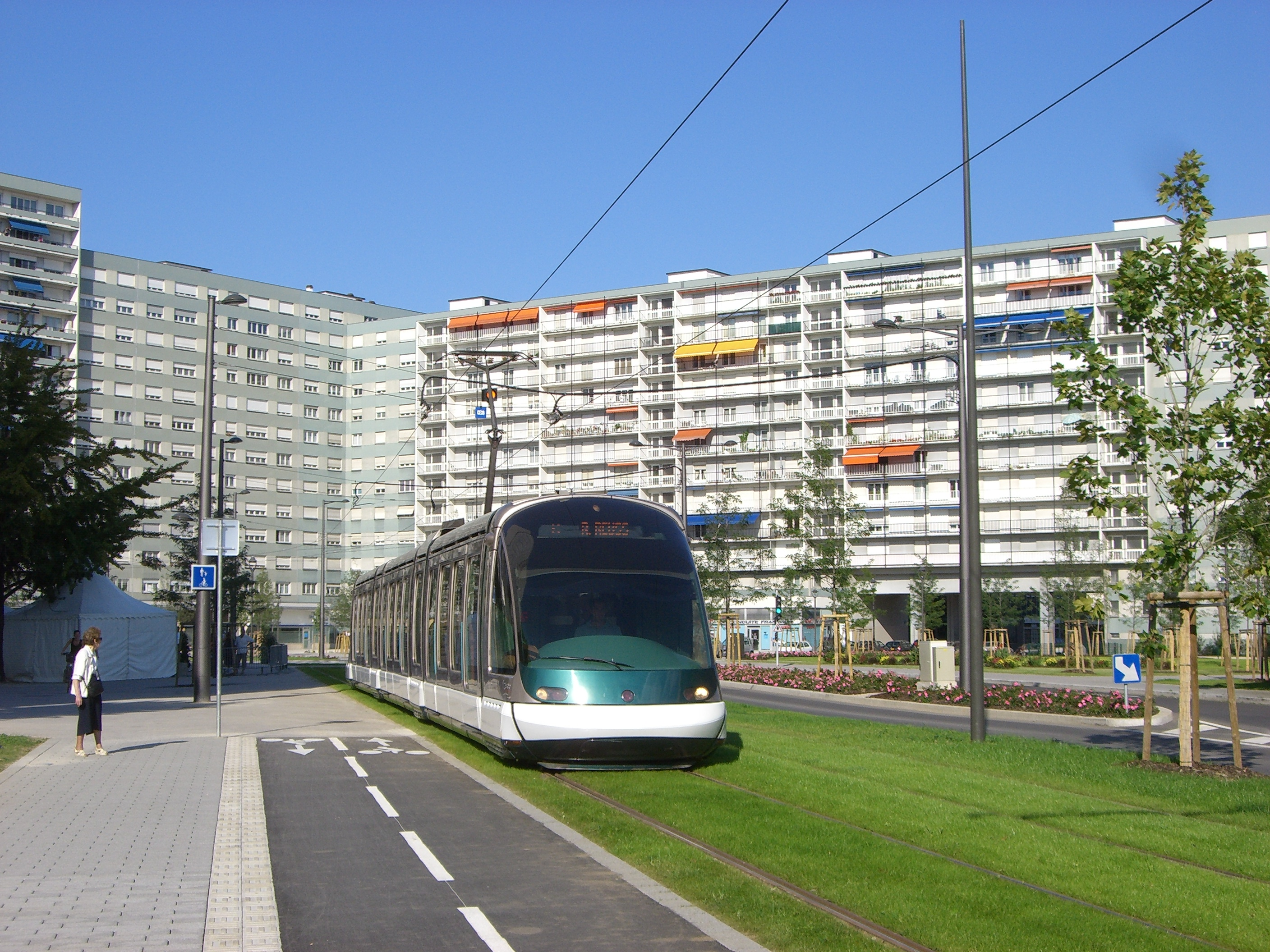
Tramway dans le quartier de l’Esplanade.
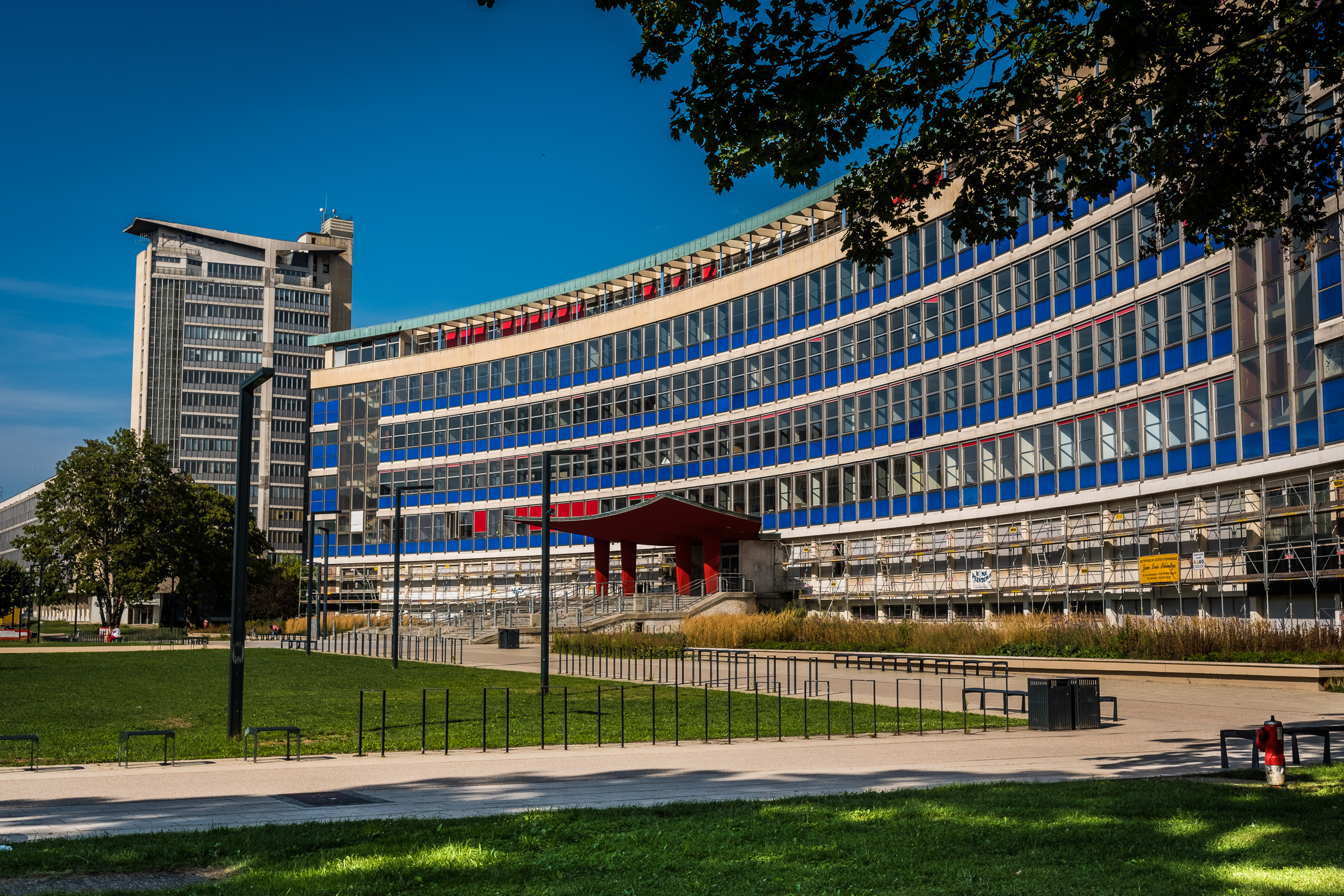
La « place Rouge », devant la faculté de Droit de l’Université de Strasbourg.

## Histoire
Le quartier a été construit à l’emplacement de l’ancienne citadelle construite par Vauban et dont il subsiste certaines parties dans le parc du même nom.
Il tient son nom de la vaste esplanade qui se trouvait entre la citadelle et la ville.
Les autorités allemandes y construisent plusieurs casernes au cours de l'annexion de l'Alsace-Lorraine : la caserne Vauban, la caserne Bataille, ancienne Kaiser Friedrich Kaserne, construite en 1898 et démolie en 1967, la caserne Fiévet, ancienne Pionner Kaserne, achevée en 1901 et détruite en 1966, la caserne Girodon ancienne Kaiser Wilhelm Kaserne, construite de 1873 à 1874 et démolie en 1966.
En 1958, la ville achète 170 hectares de terrains militaires devenus obsolètes : 75 hectares sont destinés à la construction de logements, 17 hectares sont attribués à l'université et 13 hectares à l'aménagement du parc de la Citadelle.
Le quartier a été aménagé dans les années 1960 sur les plans de l’architecte-urbaniste Charles-Gustave Stoskopf.
Il s'articule autour de deux axes nord-sud et est-ouest qui sont, d'une part, l'avenue du Général-de-Gaulle qui relie la Neustadt au quartier de Neudorf et, d'autre part, les rues René-Descartes et de Londres. L'Esplanade est organisée selon un plan cohérent qui inclut également le campus central de l’université de Strasbourg. Celui-ci est placé dans le prolongement du campus historique construit au cours de la période du rattachement de l'Alsace-Lorraine à l'Empire allemand. 
Le secteur compte en son sein un centre commercial de quartier dont l’architecture et les dimensions sont sans rapport avec les deux grands centres commerciaux de la ville (La place des Halles et Rivetoile).
L’association des résidents de l’Esplanade de Strasbourg (ARES) est créée en 1964 par Jean-Marie Lorentz. Elle est devenue le centre socio-culturel du quartier et regroupe un grand nombre d’activités et de club.
Une fontaine avec une statue de la déesse Athéna, conçue par François Cacheux en 1967, se trouve entre l'avenue du Général-de-Gaulle et la faculté de droit.
L'avenue du Général-de-Gaulle est classée au plan local d'urbanisme comme « espace d'intérêt urbain et paysager ».
La faculté de droit et le parc de la Citadelle sont des monuments classés.
Avec le prolongement des lignes de tramway, en 2007, l'ancien rond-point de l'Esplanade, au centre du quartier, est devenu la place de l'Esplanade.

## Transports en commun
L'Esplanade est desservie par la ligne C du tramway de Strasbourg depuis 2000, par la ligne E depuis 2007 et enfin par la ligne F depuis 2010. La station Observatoire se trouve au carrefour entre l'avenue du Général-de-Gaulle et le boulevard de la Victoire ; la station Place d'Islande, terminus de la ligne F, se trouve plus à l'est, au bout de la rue Vauban ; la station Esplanade est située au cœur du quartier, face à la faculté de droit et au centre commercial
Les lignes de bus C1, 2, 30 et N2 parcourent également le quartier.

## Commodités
Le quartier de l'Esplanade regroupe toutes les commodités nécessaires pour ses habitants. On y trouve le Campus central, une pharmacie, deux auto-écoles, des restaurants, des bistrots, quatre banques, un supermarché, des commerces de proximité, un lycée, une école primaire, une école de coiffure, un bureau de poste et le parc de la Citadelle.